# Trnávka (ort i Tjeckien, lat 49,68, long 18,18)
Trnávka är en ort i Tjeckien. Den ligger i den östra delen av landet, 270 km öster om huvudstaden Prag. Trnávka ligger 249 meter över havet och antalet invånare är 667.
Terrängen runt Trnávka är platt åt nordväst, men åt sydost är den kuperad.Runt Trnávka är det tätbefolkat, med 659 invånare per kvadratkilometer. Närmaste större samhälle är Ostrava, 18,2 km norr om Trnávka. Trakten runt Trnávka består till största delen av jordbruksmark.